# Paramonacanthus otisensis
 Paramonacanthus otisensis és una espècie de peix de la família dels monacàntids i de l'ordre dels tetraodontiformes.

## Morfologia
- Els mascles poden assolir 11 cm de longitud total.
- Nombre de vèrtebres: 19.[4][5]

## Hàbitat
És un peix marí, de clima subtropical i demersal que viu entre 5-36 m de fondària.

## Distribució geogràfica
Es troba a l'est d'Austràlia.

## Observacions
És inofensiu per als humans.